# 关防乡 (郧西县)
关防乡，是中华人民共和国湖北省十堰市郧西县下辖的一个乡镇级行政单位。

## 行政区划
关防乡下辖以下地区：
沙沟村、关房村、土地岭村、总兵沟村、周家坪村、钟坪村、一天门村、蔡家场村、回龙村、大磨沟村、包耳场村、丁家坪村、龙潭子村和二天门村。